# Cynthia Wyatt
Cynthia „Cindy“ Wyatt (verheiratete Reinhoudt; * 31. März 1944 in Buffalo) ist eine ehemalige US-amerikanische Kugelstoßerin und Diskuswerferin.
1963 gewann sie bei den Panamerikanischen Spielen in São Paulo Silber im Kugelstoßen und wurde Sechste im Diskuswurf.
1961 und 1963 wurde sie US-Hallenmeisterin im Kugelstoßen. Ihre persönliche Bestleistung in dieser Disziplin von 14,74 m stellte sie am 3. August 1963 in London auf.
1969 heiratete sie den Kraftdreikämpfer und Strongman Don Reinhoudt. Sie selbst war in den 1970er Jahren erfolgreich im Kraftdreikampf.